# ريو ناكانو
ريو ناكانو هو لاعب كرة قدم ياباني، ولد في 1999 في شيزوكا في اليابان. لعب مع نادي ألبيريكس نيغاتا.

## روابط خارجية
- ريو ناكانو على موقع قاعدة بيانات كرة القدم.إي يو (الإنجليزية)
- ريو ناكانو على موقع Soccerway.com (الإنجليزية)